# 다카토리정
다카토리정(일본어: 高取町)은 일본 나라현 중부에 있는 다카이치군의 정이다.

## 지리
나라현 중부에 위치하고 나라 분지 내에 있어 정의 대부분이 평탄하다. 토지의 대부분은 농업, 특히 곡물을 경작하는 데 사용된다.

## 역사
- 1889년 4월 1일 - 다카토리촌이 성립하였다.
- 1892년 6월 3일 - 다카토리촌이 정으로 승격해 다카토리정이 되었다.
- 1954년 10월 1일 - 다카이치군의 후나쿠라촌・오치오카촌이 합병해 현재의 다카토리정이 되었다.

## 교통

### 철도
- 긴키 닛폰 철도 요시노선
  - (← 아스카촌 아스카역) - 쓰보사카야마역 - 이치오역 - (고세시 구즈역 →)

### 도로
- 국도 제169호선